# Memo
A Memo 2016-ban bemutatott magyar filmdráma, amely az ambiciózus pszichiáterről, Lónyai Péterről szól, aki a ritka mentális elváltozás, a hiperamnézia jellemzőit kutatja, hogy ezáltal meg tudja gyógyítani Alzheimer-kórban szenvedő édesapját. A filmet Tasnádi István rendezte. Főszereplője Lengyel Tamás, Lónyai Péter szerepében, valamint további szereplői még Molnár Áron, Haumann Péter és Holecskó Orsolya. A film címe a történetben szereplő emlékezettel kapcsolatos zavarokra és magára a görög emlékezet szóra utal.

## Szereplők
| Színész           | Szerep            |
| ----------------- | ----------------- |
| Lengyel Tamás     | Lónyai Péter      |
| Molnár Áron       | Seres Ervin       |
| Haumann Péter     | Lónyai Péter apja |
| Holecskó Orsolya  |                   |
| Osváth Judit      | Luca              |
| Seress Zoltán     | Wéber professzor  |
| Csákányi Eszter   | Tanszékvezető     |
| Gábor Sára        | Diáklány          |
| Nádas Gábor Dávid | Asszisztens       |
| Szorcsik Kriszta  | Nővér             |